# SDUC
SDUC（Secure Digital Ultra Capacity）在2018年6月于SD 7.0规范中推出，支持最大128TB的容量，并引入了全新的SD Express总线接口，基于PCIe 3.1 x1总线和NVMe协议，提供最大985MB/s的全双工传输速度。在SD 8.0规范中，SD Express总线被进一步拓展，提供了基于PCIe 3.1 x2、PCIe 4.0 x1、PCIe 4.0 x2总线的方案，在PCIe 4.0 x2总线下，速度最高可达全双工3938MB/s。